# Pablo Forlán
Pablo Justo Forlán Lamarque (Mercedes, Soriano, 14 de julio de 1945) es un exfutbolista uruguayo. Jugaba como defensa y es apodado "El Boniato". Es padre de Alejandra, Adriana, Diego y Pablo, hermano de Raul Forlán Lamarque, y primo de Richard Forlán.
Como futbolista profesional jugó para el Club Atlético Peñarol (1963-1969, 1976), São Paulo FC (1970-1975), Cruzeiro EC (1976-1977), el Club Nacional de Football (1977), Sud América (1978) y  Defensor (1979-1984). Durante su carrera contribuyó a que los equipos que integró ganaran la liga uruguaya (1964, 1965, 1967, 1968), la Copa Libertadores (1966), la Copa Intercontinental (1966), el Campeonato Paulista (1970, 1971, 1975) y el Campeonato Mineiro (1977). Campeón de la Liga Mayor con Nacional (1977). 
También participó en la Copa Mundial de Fútbol de 1966, en la Copa Mundial de Fútbol de 1970 y en la Copa Mundial de Fútbol de 1974 como miembro de la selección uruguaya, siendo uno de los pocos jugadores de su país que ha participado en 3 Mundiales de Fútbol.

## Palmarés

### Trofeos estaduales
| Título              | Club      | País   | Año  |
| ------------------- | --------- | ------ | ---- |
| Campeonato Paulista | São Paulo | Brasil | 1970 |
| Campeonato Paulista | São Paulo | Brasil | 1971 |
| Campeonato Paulista | São Paulo | Brasil | 1975 |
| Campeonato Mineiro  | Cruzeiro  | Brasil | 1977 |

Trofeos nacionales
| Título              | Club    | País    | Año  |
| ------------------- | ------- | ------- | ---- |
| Campeonato Uruguayo | Peñarol | Uruguay | 1964 |
| Campeonato Uruguayo | Peñarol | Uruguay | 1965 |
| Campeonato Uruguayo | Peñarol | Uruguay | 1967 |
| Campeonato Uruguayo | Peñarol | Uruguay | 1968 |

### Trofeos internacionales
| Título                                    | Club                 | País    | Año  |
| ----------------------------------------- | -------------------- | ------- | ---- |
| Copa Libertadores                         | Peñarol              | Uruguay | 1966 |
| Copa Intercontinental                     | Peñarol              | Uruguay | 1966 |
| Copa América                              | Selección de Uruguay | Uruguay | 1967 |
| Supercopa de Campeones Intercontinentales | Peñarol              | Uruguay | 1969 |